# Saint-Porchaire
 Saint-Porchaire  ist eine französische Gemeinde mit 1988 Einwohnern (Stand 1. Januar 2022) im Département Charente-Maritime in der Region Nouvelle-Aquitaine; sie gehört zum Arrondissement Saintes und zum Kanton Saint-Porchaire. Die Bewohner werden Saint-Porcherois und Saint-Porcheroises genannt.
Die Gemeinde erhielt die Auszeichnung „Eine Blume“, die vom Conseil national des villes et villages fleuris (CNVVF) im Rahmen des jährlichen Wettbewerbs der blumengeschmückten Städte und Dörfer verliehen wird.

## Lage
Saint-Porchaire liegt etwa 15 Kilometer (Fahrtstrecke) nordwestlich von Saintes und etwa 26 Kilometer südöstlich von Rochefort.

## Bevölkerungsentwicklung
| Jahr      | 1962 | 1968 | 1975 | 1982 | 1990 | 1999 | 2008 | 2016 |
| Einwohner | 1022 | 1087 | 1120 | 1221 | 1289 | 1335 | 1602 | 1856 |

## Wirtschaft
Über Jahrhunderte spielte die Landwirtschaft zum Zweck der Selbstversorgung der Bevölkerung die größte Rolle im Wirtschaftsleben der Gemeinde. Doch wurde in Gegend schon seit der Römerzeit auch Wein angebaut, der seit der frühen Neuzeit destilliert und nach Nordeuropa (v. a. nach England) exportiert wurde. Saint-Porchaire gehört zu den Bois ordinaires et communs des Weinbaugebietes Cognac, doch wegen des Absatzrückgangs bei Cognac-Weinbränden werden die meisten Trauben zu Wein und Pineau des Charentes verarbeitet. Darüber hinaus fungiert der Ort bis zum heutigen Tage als regionales Handels-, Handwerks- und Dienstleistungszentrum.

## Geschichte
In den Grotten der Umgebung (Grotte du Bouil Bleu) wurden steinzeitliche Schaber und Messer aus Feuerstein entdeckt. Funde aus gallorömischer Zeit lassen auf die Existenz einer Wehranlage (castrum) schließen; für das 11. Jahrhundert ist eine Pfarrei belegt. Im Hundertjährigen Krieg (1337–1453) stand Saint-Porchaire lange Zeit unter englischer Herrschaft.

## Sehenswürdigkeiten
- Kirche Saint Porchaire (12.–15. Jahrhundert), seit dem Jahr 1933 als Monument historique klassifiziert[2]
- Schloss La Roche-Courbon (oder Rochecourbon, 15. und 17. Jahrhundert), seit dem Jahr 1946 als Monument historique klassifiziert[3]
- Pont Napoleón (um 1800)

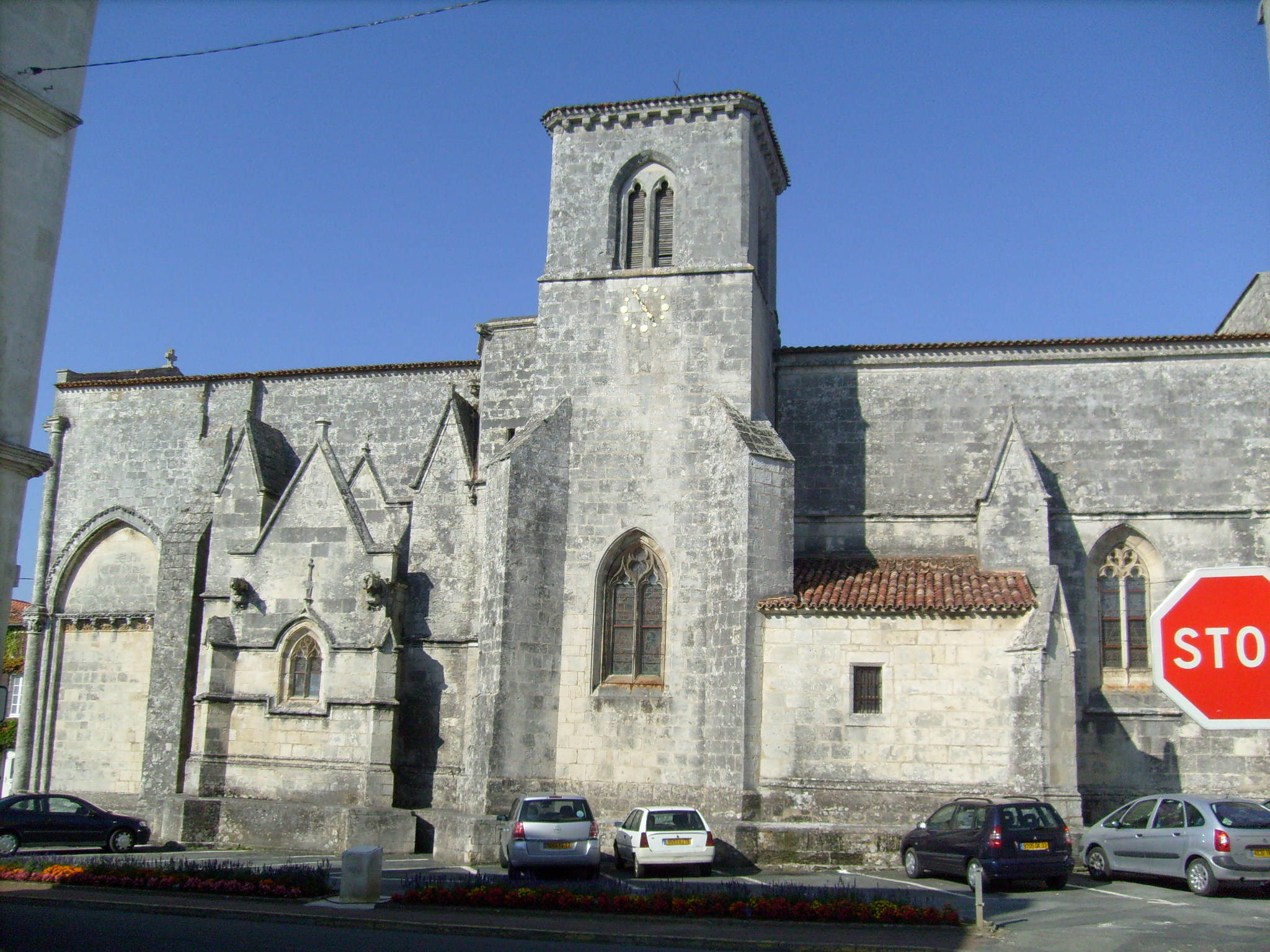
Kirche Saint Porchaire
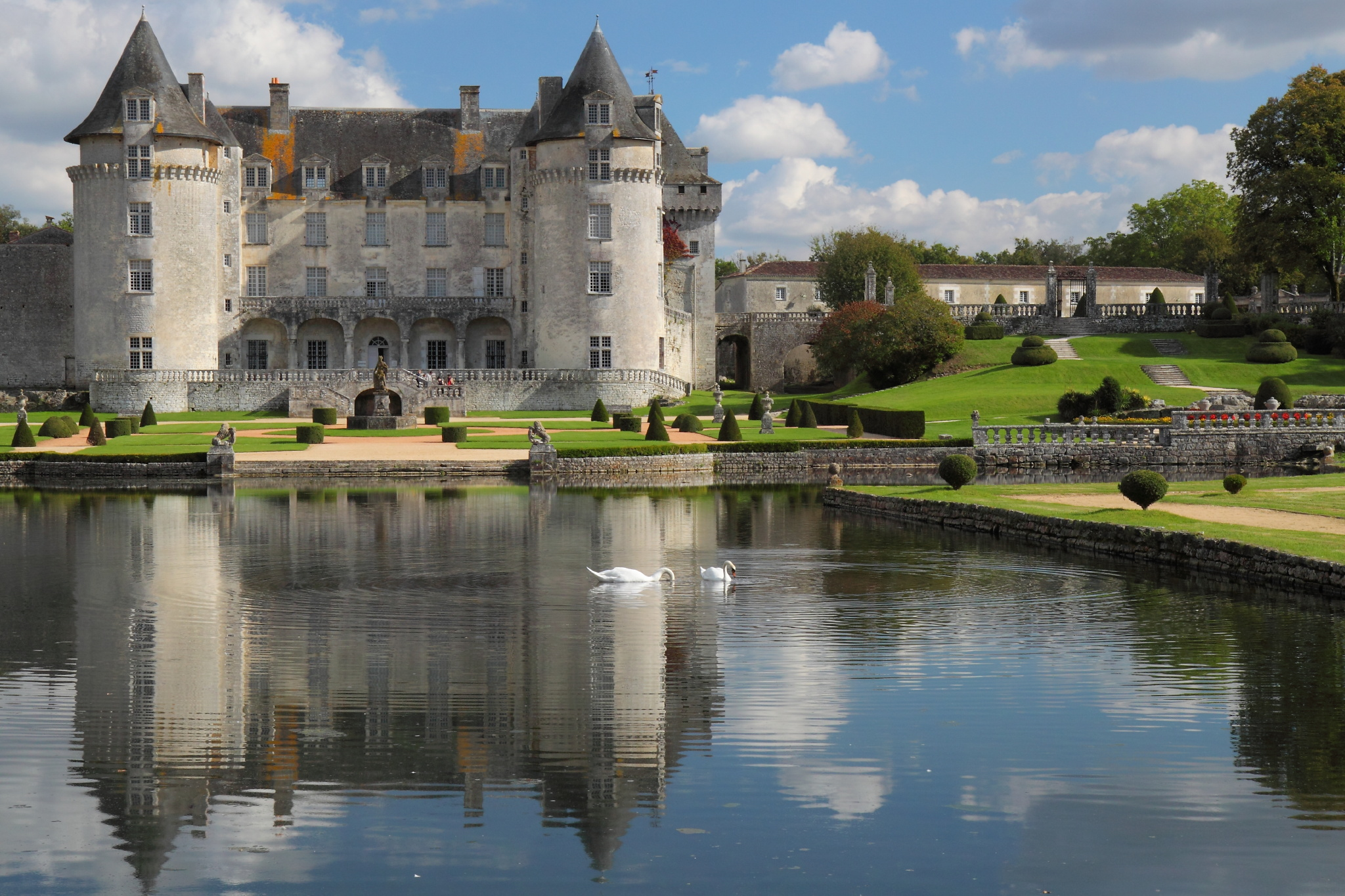
Schloss La Roche-Courbon
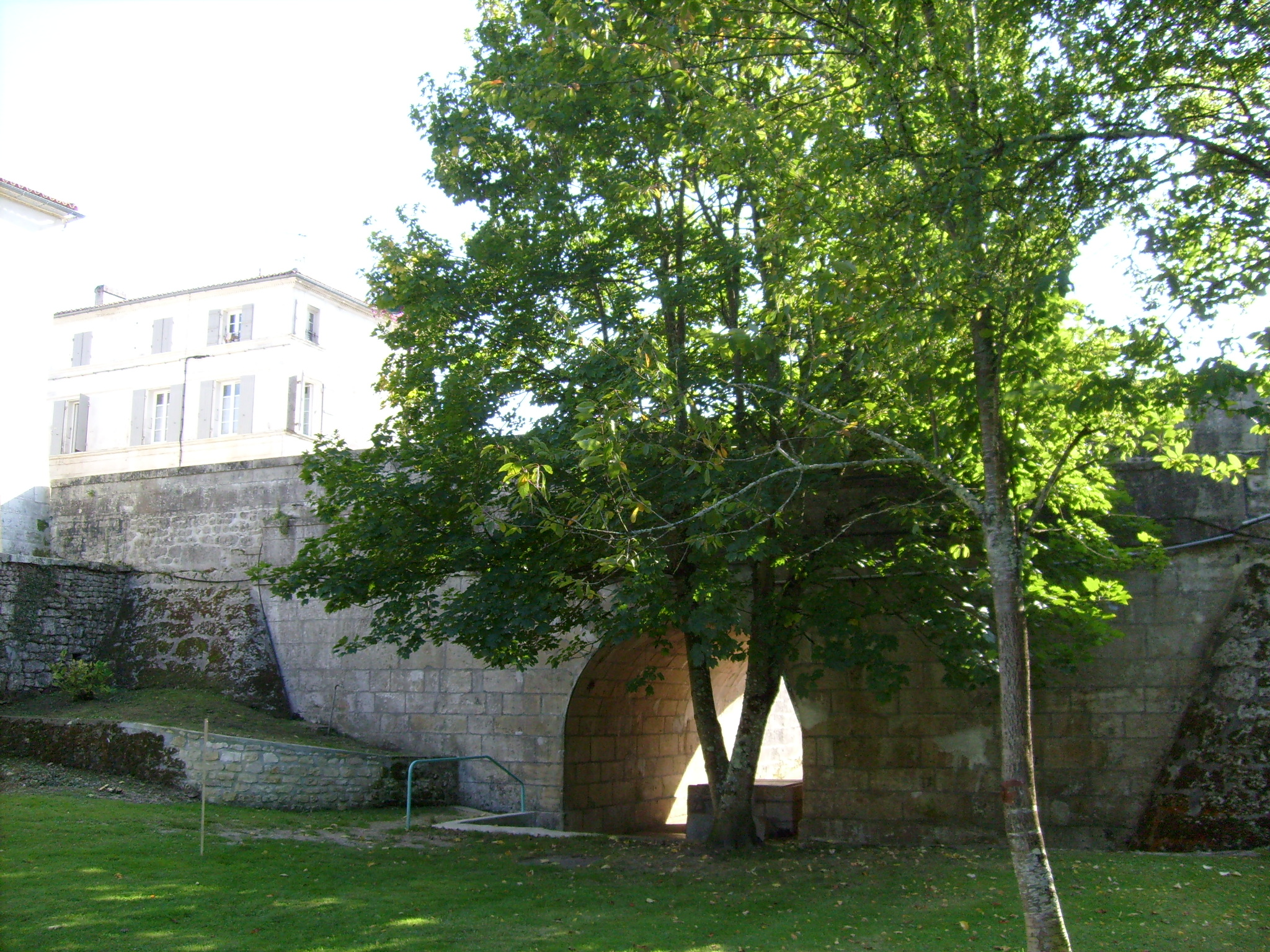
Pont Napoleón

## Partnergemeinden
- Soultzmatt, Département Haut-Rhin